# Jason Brett Serle
Jason Brett Serle (nacido el 15 de mayo de 1975) es un escritor inglés, cineasta, músico y maestro de PNL, que trata temas de psicología, espiritualidad, bienestar y potencial humano.

## Literatura
Ha escrito artículos para Jain Spirit Magazine (la Revista de Espíritu Jain) y la revista Watkins Mind Body Spirit. Ha entrevistado a personas como Eckhart Tolle, Robert Anton Wilson, Andrew Cohen y Amado Crowley y esta mencionado en el libro de Crowley de 2002; Liber Alba: The Questions Most Often Asked of an Occult Master (Liber Alba: Las preguntas más frecuentes a un Maestro Oculto), como la única persona aparte de él que ha visto The Book of Desolation (El Libro de la Desolación); un libro supuestamente traído del Cairo por su padre, Aleister Crowley, en 1904.
Escribió el capítulo titulado It Was the Divine Play of Hide and Seek (Fue el juego divino del escondite) en el libro de Ralph Metzner de 2003 llamado Teonanácatl: Sacred Mushroom of Visions (Teonanacatl: El Hongo Sagrado de Visiones) y en 2007 publicó su propio libro Kissing Achilles' Heel: The Joyful Unmasking of Delusion (Besando el talón de Aquiles: El desenmascaramiento alegre de la ilusión), "una colección de 63 piezas cortas - parábolas, fábulas, cuentos, comentarios, poemas, cartas y conversaciones" que tenía la intención de "presentar un desafío a nuestras incuestionables suposiciones sobre la naturaleza de la existencia". El libro ha encontrado un seguimiento pequeño pero leal y ha sido elogiado por personas como el sabio indio de Advaita, Ramesh Balsekar.
En 2018, editó y coescribió The Standard Catalog of Cryptocurrencies 2018 (El Catálogo Estándar de Criptomonedas), publicado por Normal Books y escribió y editó la edición de 2019.
En octubre de 2019, su libro Abide As That: Ramana Maharshi & the Song of Ribhu (Permanecer Así: Ramana Maharshi y el Canto de Ribhu) fue publicado por John Hunt Publishing y ha recibido críticas positivas de Mooji, entre otros. El libro incluye una nueva traducción del clásico de Advaita Vedanta, el Ribhu Gita, así como historias de su conexión con el sabio indio Ramana Maharshi y un comentario.
En marzo de 2024 se publicó su tercer libro sobre temas espirituales, The Monkey in the Bodhi Tree: Crazy-Wisdom & the Way of the Wise-Fool (El Mono en el Árbol Bodhi: La Loca-Sabiduría y el Camino del Sabio-Necio), que ofrece una visión amplia de la tradición mundial de la loca sabiduría y de algunas de sus figuras más destacadas,además de una colección de 151 relatos didácticos sobre la loca sabiduría provenientes de las tradiciones espirituales mundiales. El libro está publicado por Collective Ink Books en Londres.

## Cine
En 2010 recibió el segundo premio del 24 Hour Film Challenge (Reto de Película de 24 horas) en el Festival Internacional de Cine de Marbella por su cortometraje, Light Paranoia (Paranoia Ligera).
En 2012 escribió, presentó y produjo su primer documental, Mind Your Mind: A Primer for Psychological Independence (Cuida tu Mente: Una Introducción a la Independencia Psicológica", que examina los métodos psicológicos utilizados para manipular a las personas y se divide en secciones que tratan específicamente con 'Atención', 'El Biocomputador Humano', 'Publicidad', 'Ambigüedades' y 'Política'.
También compuso y realizó la mayor parte de la banda sonora, la cual también incluye música de Explosions in the Sky. Esta distruibido por Journeyman Films en el Reino Unido y Film Media Group en EE. UU. El documental fue 'selección oficial' para el LIDF (London International Documentary Festival - Festival Internacional de Documentales de Londres) en 2012.
En 2023 estrenó su segundo largometraje documental, R/K-TYPES: The Epigenetic Engineering of Humanity (R-K-TIPOS: La Ingeniería Epigenética de la Humanidad), que explora cómo los principios de la Teoría de la selección r/K pueden utilizarse para alterar epigenéticamente el comportamiento de una población determinada. Actualmente está disponible en Amazon Prime y es distribuido por Filmhub.

## Música
Compone y produce música instrumental bajo el nombre de 21st Century Sounds (Sonidos del Siglo 21) y lanzó en 2017, un sencillo de hip hop, Cuffs & Collars, bajo el seudónimo El Res en SpitDigital, la discográfica digital de Chuck D, el cual cuenta con la colaboración de Terminator X, DJ de Public Enemy.

## Libros
- Metzner, Ralph (2005). Sacred Mushroom of Visions: Teonanacatl (paperback edición). Rochester, VT: Park Street Press. ISBN 1-59477-044-1.
- Serle, Jason Brett (2007). Kissing Achilles' Heel: The Joyful Unmasking of Delusion. Lulu. ISBN 9781329814929.
- Jason Brett Serle (editor/coautor), Mateo Marin/Dan F. Wehleit (2017). The Standard Catalog of Cryptocurrencies 2018 (Tapa Dura edición). Málaga/Berlin: Normal Books. ISBN 978-8469783030.
- Jason Brett Serle (autor/editor), Mateo Marin/Dan F. Wehleit (2018). The Standard Catalog of Cryptocurrencies 2019 (Tapa Dura edición). Málaga/Berlin: Normal Books. ISBN 978-8409036271.
- Serle, Jason Brett (2019). Abide As That: Ramana Maharshi & the Song of Ribhu (Tapa Blanda edición). Winchester,UK/Washington,USA: John Hunt Publishing. ISBN 978-1-78904-234-4.
- Serle, Jason Brett (2024). The Monkey in the Bodhi Tree: Crazy-Wisdom & the Way of the Wise-Fool (Tapa Blanda edición). London,UK: Collective Ink Books. ISBN 978-1-80341-744-8.